# Dipperz
Dipperz är en kommun och ort i Landkreis Fulda i Regierungsbezirk Kassel i förbundslandet Hessen i Tyskland. De tidigare kommunerna  Armenhof, Dipperz, Dörmbach (Fulda), Finkenhain, Friesenhausen, Kohlgrund, Wisselsrod och Wolferts gick samman i den nya kommunen i Dipperz 1 augusti 1972.